# Сальвадор, Луис Мигель
Луис Мигель Сальвадор Лопес (исп. Luis Miguel Salvador López; родился 26 февраля 1968 года в Мехико, Мексика) — мексиканский футболист, нападающий. Известен по выступлениям за клуб «Атланте» и сборную Мексики. Участник чемпионата мира 1994 года.

## Клубная карьера
Сальвадор начал карьеру в клубе «Атланте». В 1989 году он дебютировал за команду в мексиканской Примере. Луис отыграл за «Атланте» 6 сезонов и занял третье место в списке лучших бомбардиров в истории после Кабиньо и Себастьяна Гонсалеса с 79 мячами. В 1993 году он выиграл чемпионат Мексики. В 1995 году Сальвадор перешёл в «Монтеррей» в составе которого он отыграл два сезона и покинул команду. В 1997 году он выступал за «Атлетико Селая», а в 1999 году вернулся в «Атланте». В 2000 году Сальвадор завершил карьеру.

## Международная карьера
В 1993 году Сальвадор дебютировал за сборную Мексики. В том же году он завоевал Золотой кубок КОНКАКАФ. На турнире Луис сыграл в матчах против сборных Канады, США, Коста-Рики, Ямайки и Мартиники и забил в каждой встрече по голу.
В 1994 году Сальвадор попал в заявку национальной команды на участие в Чемпионате мира в США. На турнире он сыграл в поединке против Ирландии.
В 1995 году Луис принял участие в Кубке Америки.

## Достижения
Командные
 «Америка»
- Чемпионат Мексики по футболу — 1992/1993

Международные
 Мексика
- Золотой кубок КОНКАКАФ — 1993